# Special Olympics Kroatien
Special Olympics Kroatien (englisch: Special Olympics Croatia) ist der kroatische Verband von Special Olympics International. Sein Ziel ist die Förderung von Sport für Menschen mit geistiger Beeinträchtigung und die Sensibilisierung der Gesellschaft für diese Mitmenschen. Außerdem betreut er die kroatischen Athletinnen und Athleten bei den Special Olympics Wettkämpfen.

## Geschichte
Special Olympics Kroatien wurde 1992 mit Sitz in Zagreb gegründet.

## Aktivitäten
2019 waren 297 Athletinnen, Athleten und Unified Partner sowie 22 Trainer bei Special Olympics Kroatien registriert.
Der Verband nahm 2019 an den Programmen Athlete Leadership, Healthy Athletes, Young Athletes, Motor Activities Training Program (MATP) und Unified Sports teil, die von Special Olympics International ins Leben gerufen worden waren.

### Sportarten
Folgende Sportarten wurden 2019 vom Verband angeboten:
- Boccia (Special Olympics)
- Bowling (Special Olympics)
- Eiskunstlauf (Special Olympics)
- Eisschnelllauf
- Floorball
- Fußball (Special Olympics)
- Leichtathletik (Special Olympics)
- Radsport (Special Olympics)
- Roller Skating (Special Olympics)
- Schneeschuhlaufen (Special Olympics)
- Ski Alpin (Special Olympics)
- Skilanglauf (Special Olympics)
- Schwimmen (Special Olympics)
- Snowboard (Special Olympics)
- Tischtennis (Special Olympics)
- Volleyball (Special Olympics)

### Teilnahme an Weltspielen vor 2020
(Quelle: )
• 2007 Special Olympics World Summer Games, Shanghai, China (18 Athletinnen und Athleten)
• 2009 Special Olympics World Winter Games, Boise, USA (6 Athletinnen und Athleten)
• 2011 Special Olympics World Summer Games, Athen (20 Athletinnen und Athleten)
• 2013 Special Olympics World Winter Games, PyeongChang, Südkorea (17 Athletinnen und Athleten)
• 2015 Special Olympics World Summer Games, Los Angeles, USA (22 Athletinnen und Athleten)
• 2017 Special Olympics World Winter Games, Graz-Schladming-Ramsau, Österreich (29 Athletinnen und Athleten)
• 2019 Special Olympics, World Summer Games, Abu Dhabi (12 Athletinnen und Athleten)

### Teilnahme an den Special Olympics World Summer Games 2023 in Berlin
Special Olympics Kroatien beteiligte sich an den Special Olympics World Summer Games 2023. Die 21-köpfige Delegation wurde vor den Spielen im Rahmen des Host Town Program von Barth betreut. Das Team gewann bei diesen Weltspielen zwei Gold- und drei Bronzemedaillen.

### Teilnahme an Weltspielen nach 2023
- 2025 Special Olympics World Winter Games, Turin, Italien (12 Athletinnen und Athleten)[5]